# Zbigniew Piotrowicz
Zbigniew Piotrowicz (ur. 1 czerwca 1958 w Szprotawie) – polski psycholog, podróżnik, instruktor taternictwa, publicysta, animator kultury i samorządowiec.

## Życiorys

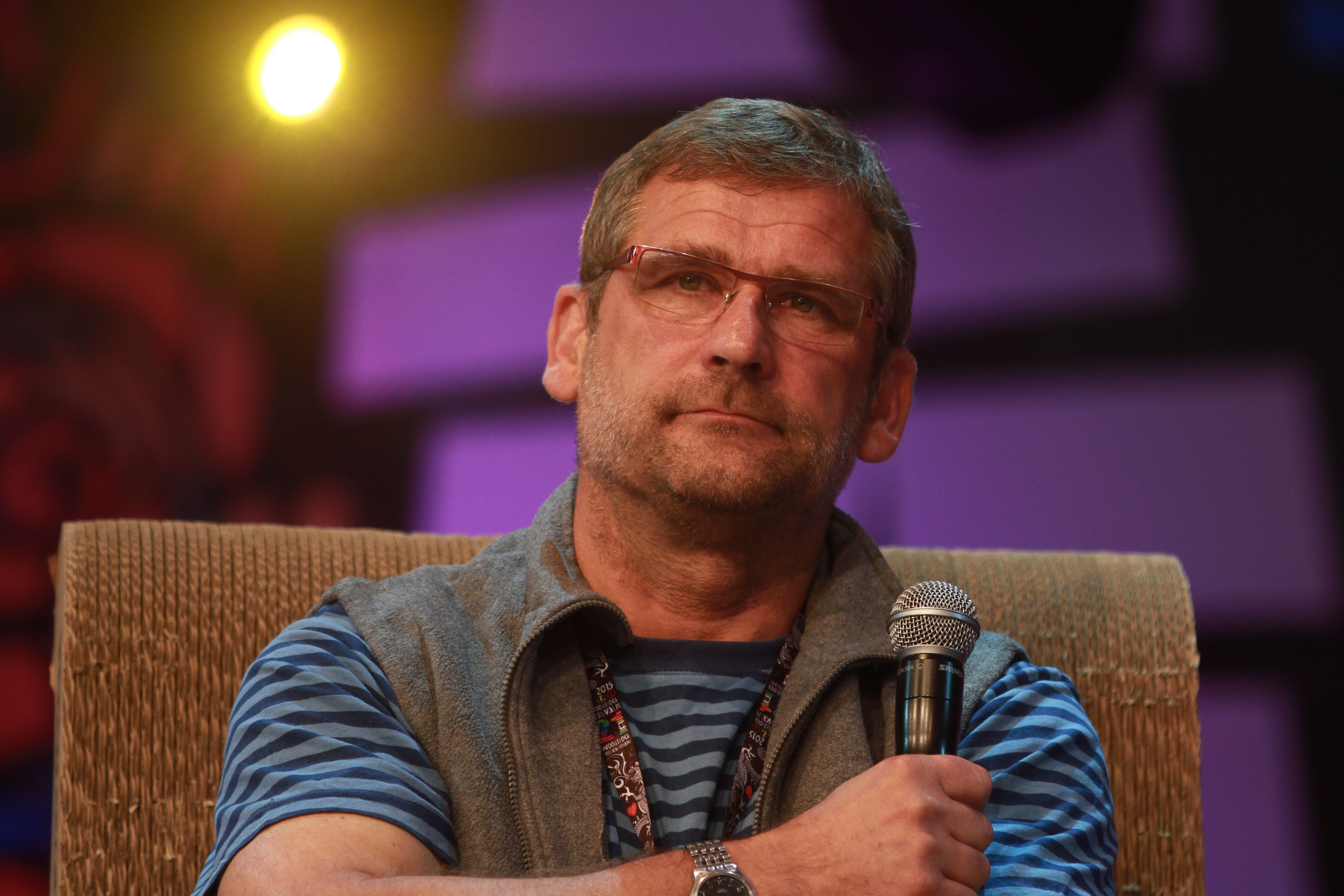
Na Przystanku Woodstock w 2015

Absolwent psychologii ze specjalizacją kliniczną na Wydziale Nauk Społecznych Uniwersytetu im. Adama Mickiewicza w Poznaniu.
Wspinał się w Tatrach, Alpach, Himalajach, na Bałkanach, w Pamirze, Tienszanie, Ladakhu, Atlasie Wysokim i Górach Skalistych. Ma na swoim koncie m.in. pierwsze wejście na Pik Edelwajs (ok. 6100 m n.p.m.) w górach Tienszan (z Andrzejem Dutkiewiczem i Zbigniewem Trzmielem) oraz wejścia na kilka innych szczytów: Pik Czetyrioch (6400 m n.p.m., samotnie) w Pamirze, Kang Yaze West (ok. 6350 m n.p.m., z Mieczysławem Krywienko) w Ladakhu i Parchamo (6273 m n.p.m., z Mieczysławem Krywienko i Januszem Mazurem) w Himalajach.
Od 1995 przez 7 lat kierował Centrum Kultury i Rekreacji w Lądku-Zdroju. W kadencji 1994–1998 był radnym rady miasta Lądka-Zdroju. W styczniu 2003 został zastępcą burmistrza Lądka-Zdroju, później objął stanowisko naczelnika jednego z wydziałów w urzędzie miasta i gminy.
W 2001 dołączył do Platformy Obywatelskiej. W latach 2003–2006 przewodniczył PO w powiecie kłodzkim, zasiadał w radzie krajowej tej partii. Od 2003 wchodzi w skład rady regionalnej PO. W wyborach samorządowych w 2006 uzyskał mandat radnego sejmiku dolnośląskiego. W 2010 nie uzyskał reelekcji, w 2014 i 2018 kandydował do rady powiatu kłodzkiego, a w 2015 był kandydatem PO do Sejmu. W 2024 uzyskał mandat radnego powiatu kłodzkiego.
W latach 2001–2002 był redaktorem naczelnym kwartalnika „Taternik”. Jest pomysłodawcą i organizatorem Przeglądu Filmów Górskich im. Andrzeja Zawady. Współorganizował Wielką Orkiestrę Świątecznej Pomocy w schronisku „Samotnia” w Karkonoszach. Poza „Taternikiem” zamieszcza publikacje w czasopiśmie „n.p.m.”, „Rzeczpospolitej”, „Górach”, „Optymiście”, „Shape”, „Tygodniku Podhalańskim”, „Karkonoszach”, Nowych Wiadomościach Kłodzkich, „Euroregio Glacensis”, „Stronicy Śnieżnickiej”, „Ziemi Kłodzkiej”, „Wałbrzyskim Informatorze Kulturalnym”, „Gazecie Lokalnej Doliny Białej Lądeckiej”, „Przeglądzie Kulturalnym”, „Przekaźniku”, „Luuuz!”. Jest inicjatorem Mistrzostw Świata w Jedzeniu Jajek na Twardo, a także członkiem Towarzystwa Kontroli Rekordów Niecodziennych.

## Wybrane publikacje
- Zbigniew Piotrowicz i Jerzy Bielecki, Skałki Lądeckie. Przewodnik wspinaczkowy, wydano nakładem własnym autorów, Konradów – Lądek-Zdrój 1996, ISBN 83-905765-0-3
- Współautor opracowania zbiorowego pod redakcją Mieczysława Rożka Klub Wysokogórski w Poznaniu 1950–2000, Poznań 2000, ISBN 83-914328-0-7
- Redaktor pracy zbiorowej Jak zrobić film górski. Nieporadnik, Centrum Kultury i Rekreacji w Lądku-Zdroju, Lądek-Zdrój 2002, ISBN 83-907086-7-1
- Redaktor pracy zbiorowej Czas ocalony, Centrum Kultury i Rekreacji w Lądku-Zdroju, Lądek-Zdrój 2003, ISBN 83-907086-8-X
- Redaktor pracy zbiorowej Wieża Babel. Die Turm zu Babel, Klub Górski Doliny Białej Lądeckiej – Centrum Kultury i Rekreacji, Lądek-Zdrój 2004, ISBN 83-907086-9-8
- Zbigniew Piotrowicz, Moje PaGóry, Wydawnictwo Annapurna, Warszawa 2008, ISBN 978-83-922866-8-4
- Zbigniew Piotrowicz, Sudeckość, Wydawnictwo Stapis, Katowice 2022, ISBN 978-83-7967-237-0